# Cautxú de nitril
Els copolímers de butadiè-acrilonitril, també anomenats " cautxú de nitril (abreviatura NBR, en), són un tipus d'elastòmer de propòsit especial.

## Síntesi
Es sintetitzen per copolimerització en emulsió radical de butadiè amb acrilonitril (denotada AN o ACN). La taxa d'"acrilonitril", variable segons les propietats buscades, està entre 15 i 51 % (classificació : qualificacions mitjanes : 33 %, taxa alta : > 41 %)).
Hi ha cinc tipus generals d'elastòmers NBR, inclòs el nitril carboxilat (XNBR), amb una cadena carboxil.

## Fórmula
A la taula següent es proporciona una fórmula de junta típica (relativament complexa) (valors aproximats ; preu l'any 2007).
| Component                                     | peça                                                         | Descripció |
| --------------------------------------------- | ------------------------------------------------------------ | --- |
| NBR 45 (45 % d'AN)                            | (100)                                                        | Densitat : 0,98 ; preu : 3,3 €/kg /kg. |
| Negres de carbó (2 tipus)                     | 100                                                          | Components multifuncionals en pols. Preu : 0,8 €/kg /kg. |
| Farciment (s) (guix i/o talc...)              | 0-50                                                         | Farcits mòlts, mida de gra fi a gruixut ; inert, diluent (barat). |
| Plastificant compatible amb NBR (DINP …)      | 30                                                           | Valor que s'ha d'augmentar si la taxa de farcits és més alta, per ajustar la viscositat. |
| Altres                                        | 5 - 10                                                       | Exemples : CaO (dessecant, per evitar la porositat), </br> agents protectors (antioxidants, anti- ozó, anti- UV, retardants de flama , etc ; car), </br> implementació (maniquí, parafina, etc), inflor. |
| ZnO actiu (activador de vulcanització)        | 5                                                            | Sistema de vulcanització |
| Àcid esteàric (activador de la vulcanització) | 0,5                                                          | Sistema de vulcanització |
| Sofre (agent de reticulació)                  | 0 - 2                                                        | Sistema de vulcanització |
| Acceleradors de vulcanització                 | 0,5-5                                                        | Sistema de vulcanització |
| Densitat de mescla                            | 1.2                                                          | 1.2 |
| "Preu del material"                           | 2 €/kg /kg o 2,4 €/l € (preu dels components de la fórmula). | 2 €/kg /kg o 2,4 €/l € (preu dels components de la fórmula). |

## Propietats dels vulcanitzats

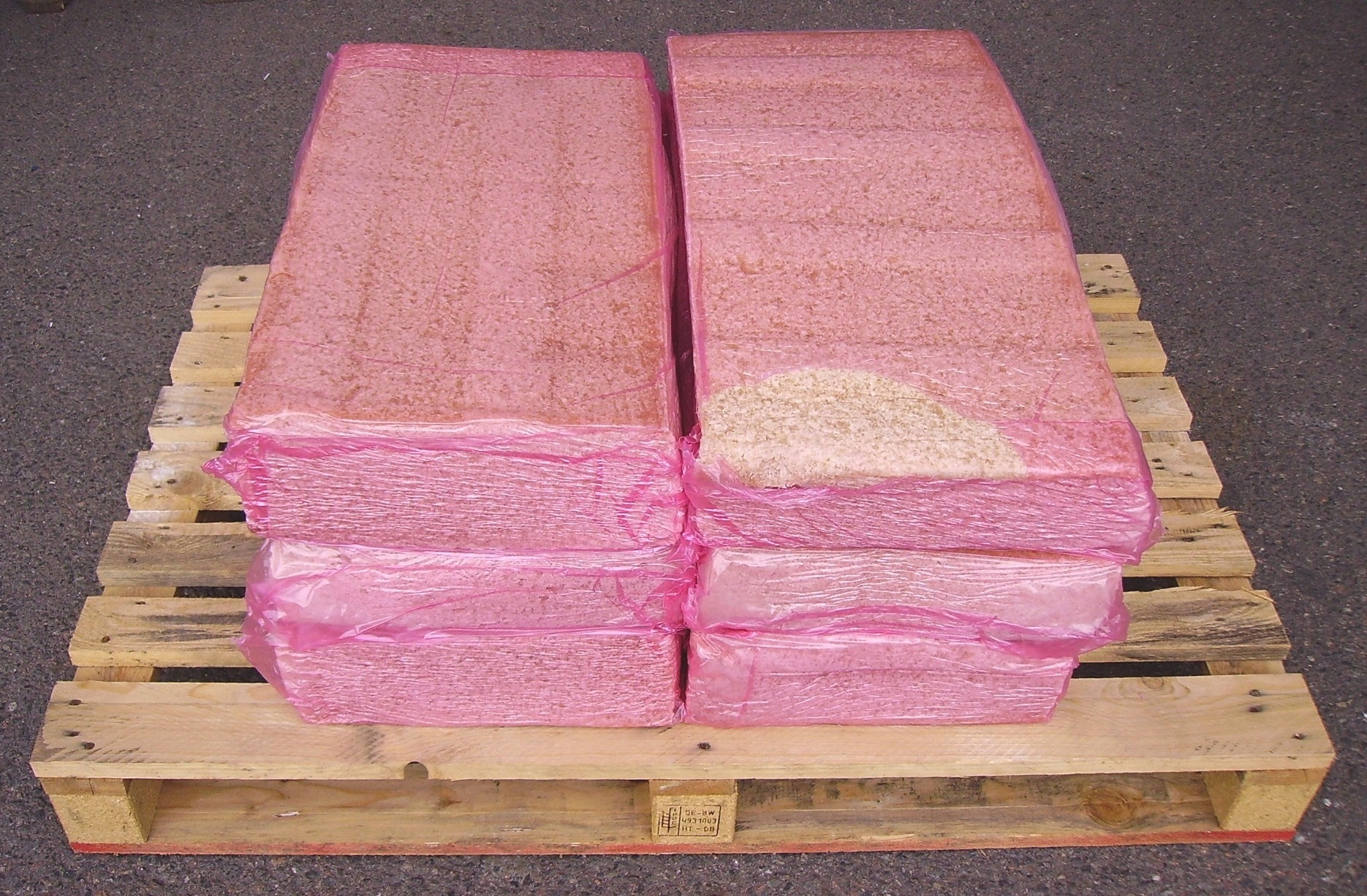
Boles de NBR embolicades amb una pel·lícula de colors, aquest polímer és sensible a la llum.

El nivell de propietats mecàniques en un compost de cautxú pur essent molt baix, és necessària la introducció de farciments en NBR ; les propietats mecàniques d'una mescla farcida són bones.
Aquests materials són polars (alta conductivitat, per tant no utilitzats en aïllament elèctric) per la presència del grup ciano -C≡N, insaturats (presència d'unitats de butadiè) i presenten un caràcter amorf (no cristal·litzen per estirament).
Presenten una excel·lent resistència (mesurada pel percentatge d'inflat) als dissolvents d'hidrocarburs alifàtics . A més, la resistència als olis i les gasolines és de bona a excel·lent. ; augmenta, així com la duresa, la resistència a l'abrasió i la calor, el mòdul i la resistència a la ruptura, amb la taxa d'unitats AN. La resistència al fred (lligada a la flexibilitat i la fragilitat) varia de −5 A −55 °C ; augmenta, així com l'allargament a la ruptura, si disminueix la velocitat dels segments AN. Per als graus amb un baix contingut en butadiè (unitat) (per tant, en doble enllaç), la temperatura màxima d'ús en servei continu és de 110 . °C . A l'ambient, la permeabilitat del gas dels graus elevats d'AN és baixa, apropant-se a la del poliisobutilè . La resistència a l'ozó és baixa.
Per a XNBR, es milloren el mòdul i les resistències a l'esquinçament i l'abrasió.

## Usos

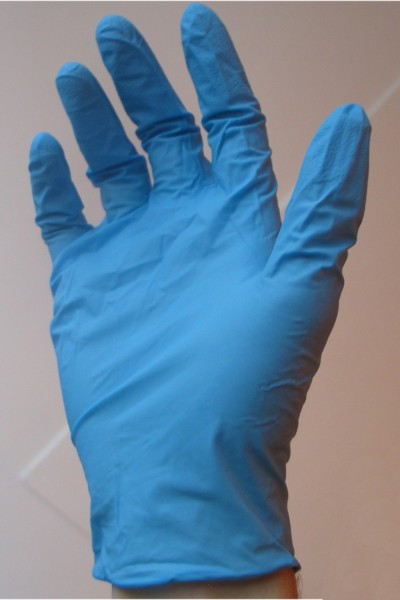
Guant d'un sol ús tipus " nitril ".

Els NBR s'utilitzen per revestir cables, com diverses juntes, tubs, guants mèdics i per a la indústria química (no làtex, models prims d'un sol ús o més gruixuts i protectors), capes superficials de mantes en impressió offset, corretges de transmissió d'automòbils, corretges en V, cuir sintètic , etc